# Лукашевський Ілля Авсійович
Ілля Авсійович Лукашевський (20 вересня 1892–1967) — російський скрипаль і педагог, професор. Заслужений діяч мистецтв Росії (1957).

## Загальні відомості
Народився у Києві. Навчався в Музично-драматичній школі Миколи Лисенка (педагог — Олена Вонсовська-Буцька), потім закінчив Петербурзьку консерваторію (1916) у Ованеса Налбандяна.
У 1919 р. заснував Квартет імені Глазунова та протягом декількох десятиліть був його першою скрипкою.
З 1938 р. викладав у Ленінградській консерваторії. Заслужений діяч мистецтв Росії (1957).